# Ежегодник императорских театров
«Ежего́дник импера́торских теа́тров» — периодическое издание в Российской империи. Выпускалось в Санкт-Петербурге в 1892—1915 годах Дирекцией императорских театров.
Ежегодник содержал обширный справочно-фактологический материал. В частности, в нём публиковались сведения о репертуаре императорских театров Петербурга и Москвы, излагались содержание и сценическая история пьес, указывались даты их исполнения, приводились данные об актёрах, размещалась информация о деятельности Театрально-литературного комитета, хроника.
С сезона 1893/94 до сезона 1905/06 к ежегоднику выходили приложения — от одного до шести в год. В них помещались статьи, исследования и другие материалы. С 1909 года ежегодник выходил выпусками: в 1909 году — 7 выпусков, в 1910 году — 8, в 1911—1914 годах — по 6—7.
Редакторами издания были Анатолий Молчанов, Сергей Дягилев, Пётр Гнедич, Николай Дризен и др.
Среди авторов: Н. Н. Евреинов, Е. М. Браудо, Э. А. Старк (Зигфрид), В. Я. Светлов, А. Я. Левинсон, В. П. Лачинов, П. А. Россиев, другие деятели театральной культуры.

## Издания
30 сентября 2015 года издания «Ежегодника императорских театров» за 1897—1903 и 1911—1913 г.г. (в 11-ти книгах) были проданы на аукционе антикварного дома «Кабинетъ» за 130 000 рублей.

Пётр Гнедич — один из редакторов ежегодника